# Hayden Dalton
Hayden Dalton (Parker, 20 giugno 1996) è un cestista statunitense.

## Palmarès

### Squadra
- Campionato danese: 1

Bakken Bears: 2018-2019
- Campionato ceco: 2

ČEZ Nymburk: 2019-2020, 2020-2021
- Campionato israeliano: 1

Hapoel Holon: 2021-2022
- Coppa della Repubblica Ceca: 2

ČEZ Nymburk: 2020, 2021
- Coppa di Russia: 1

Uralmaš Ekaterinburg: 2024-2025

### Individuale
- MVP Coppa di Russia: 1

Uralmaš Ekaterinburg: 2024-2025